# Microdebilissa minuta
Microdebilissa minuta är en skalbaggsart som beskrevs av Maurice Pic 1927. Microdebilissa minuta ingår i släktet Microdebilissa och familjen långhorningar. Inga underarter finns listade i Catalogue of Life.